# Samuel Byrskog
Per-Erik Samuel Byrskog, född 13 mars 1957, är en svensk teolog.
Efter forskarstudier vid International Baptist Seminary i Rüchlikon i Zürich och Lund disputerade Byrskog vid Lunds universitet 1994 och blev docent samma år. Byrskog tjänstgjorde även som biträdande professor i Rüchlikon, Schweiz 1994-1995. Under 1996 var han gästforskare vid Eberhard Karls-universitetet i Tübingen. Detta finansierades av Alexander von Humboldtstiftelsen.
Mellan 1996 och 2007 tjänstgjorde Byrskog som forskare och lärare vid Göteborgs universitet, från 2000 som professor i Nya testamentets exegetik och hermeneutik. Han var även adjungerad professor i exegetisk teologi vid Teologiska Högskolan i Stockholm mellan 2003 och 2008. Sedan 2007 är Samuel Byrskog professor i Nya testamentets exegetik vid Centrum för teologi och religionsvetenskap, Lunds universitet.
Byrskogs forskning handlar om tradition och tradering i den tidiga jesusrörelsen samt förhållandet mellan muntlighet och skriftlighet, alltid med utgångspunkt i den antika Medelhavsvärldens olika kulturella mönster. En stor del av forskningen har handlat om ögonvittnens roll i antik historieskrivning och Nya testamentet.